# Жегунов Олександр Михайлович
Олександр Михайлович Жегуно́в (нар. 14 квітня 1951, Житомир) — український живописець; член Спілки радянських художників України з 1983 року.

## Біографія
Народився 14 квітня 1951 року в місті Житомирі (нині Україна). 1972 року закінчив Івановське художнє училище (педагоги Іван Калашников, Серафим Троїцький). У 1973—1998 роках працював у майстернях Художнього фонду Житомира, потім на творчій роботі.
Мешкає в Житомирі в будинку на вулиці Вітрука, № 51А, квартира № 7.

## Творчість
Працю у галузі станкового живопису. Серед робіт:
- «С. Гуєцький» (1974);
- «Колгоспниця» (1975);
- «Флокси» (1975);
- «Молодий чоловік» (1976);
- «Режисер А. Грінченко» (1977);
- «Тетяна» (1978);
- «Образи» (1981);
- «Дерево» (1988);
- «Прощання» (1989);
- «Устремління — падіння» (1990);
- «Дзеркало» (1990);
- «Гори» (1990);
- «Музика» (1990);
- «Молодий художник» (1990);
- «Стрибок» (1991);
- «Кладовище» (1997);
- «Старий будинок» (1997);
- «Учений-біолог Л. Михайловський» (1999);
- «Перед молитвою» (2001);
- «Бузок» (2003);
- «Біля столу з книгою» (2004);
- «Де ти?» (2007);
- «Вечірня трапеза» (2008).

Бере участь у всеукраїнських мистецьких виставках з 1973 року. Персональні відбулися у Житомирі у 1979 та 1991 роках.
Деякі твори зберігаються у Житомирському краєзнавчому музеї.